# Roberto Colombo
Roberto Colombo (Monza, 24 de agosto de 1975) é um ex-futebolista italiano que atuava como goleiro. 

## Carreira

### Milan
Colombo começou a carreira no Milan. Neste período foi emprestado para quatro clubes de divisões inferiores.

### Napoli
Em de Julho de 2011, ele assinou com o Napoli da Serie A italiana.

### Cagliari
Alessio Cragno se transferiu para o Cagliari Calcio, em 2015, no clube atuou pouco até pendurar as luvas em 2017.

## Títulos
Napoli
- Coppa Italia: 2011-12 e 2013-14
- Supercopa da Itália: 2014